# Sergio García Salmón
Sergio García Salmón (Santander, Cantabria, 18 de marzo de 1990), más conocido como Sergio García, es un futbolista. Juega como centrocampista y actualmente forma parte de la plantilla del Barakaldo CF. Es hermano del también futbolista Jorge García.

## Trayectoria
Es un futbolista nacido en Santander que suele jugar de extremo izquierdo y centrocampista. Ha jugado casi siempre en Vizcaya, en el Danok Bat, Basconia (filial del Athletic Club), Santurtzi, Zalla, Portugalete y Leoia.
Sergio García militó en la temporada 2014-2015 en el Leioa, que ha debutado en Segunda B, disputando 35 partidos, y ha marcado 6 goles. Su buen papel no pasó desapercibido para el Eibar, que le echó las redes a finales de mayo.
Una vez que el Eibar confirmó su regreso administrativo a Primera, gracias al descenso del Elche, José Luis Mendilibar el jugador fue cedido al Real Murcia de la Segunda División B, tras el acuerdo entre los dos clubes por la cesión de Eddy Silvestre. En 2017, tras una cesión a la UD Logroñés, se incorporó al Barakaldo.

## Clubes
| Club                     | País   | Temporada | Encuentros disputados | Goles |
| ------------------------ | ------ | --------- | --------------------- | ----- |
| Club Deportivo Baskonia  | España | 2008-2009 |                       |       |
| CD Santurtzi             | España | 2009-2010 |                       |       |
| Club Deportivo Baskonia  | España | 2009-2010 |                       |       |
| Zalla Unión Club         | España | 2010-2012 | 1                     | 0     |
| Club Portugalete         | España | 2013-2014 | 3                     | 0     |
| Sociedad Deportiva Leioa | España | 2014-2015 | 35                    | 7     |
| Real Murcia              | España | 2015-2016 | 34                    | 4     |
| UD Logroñés              | España | 2016-2017 | 12                    | 0     |
| Barakaldo Club de Fútbol | España | 2017- Act | 13                    | 0     |